# 타지키스탄의 재외공관 목록

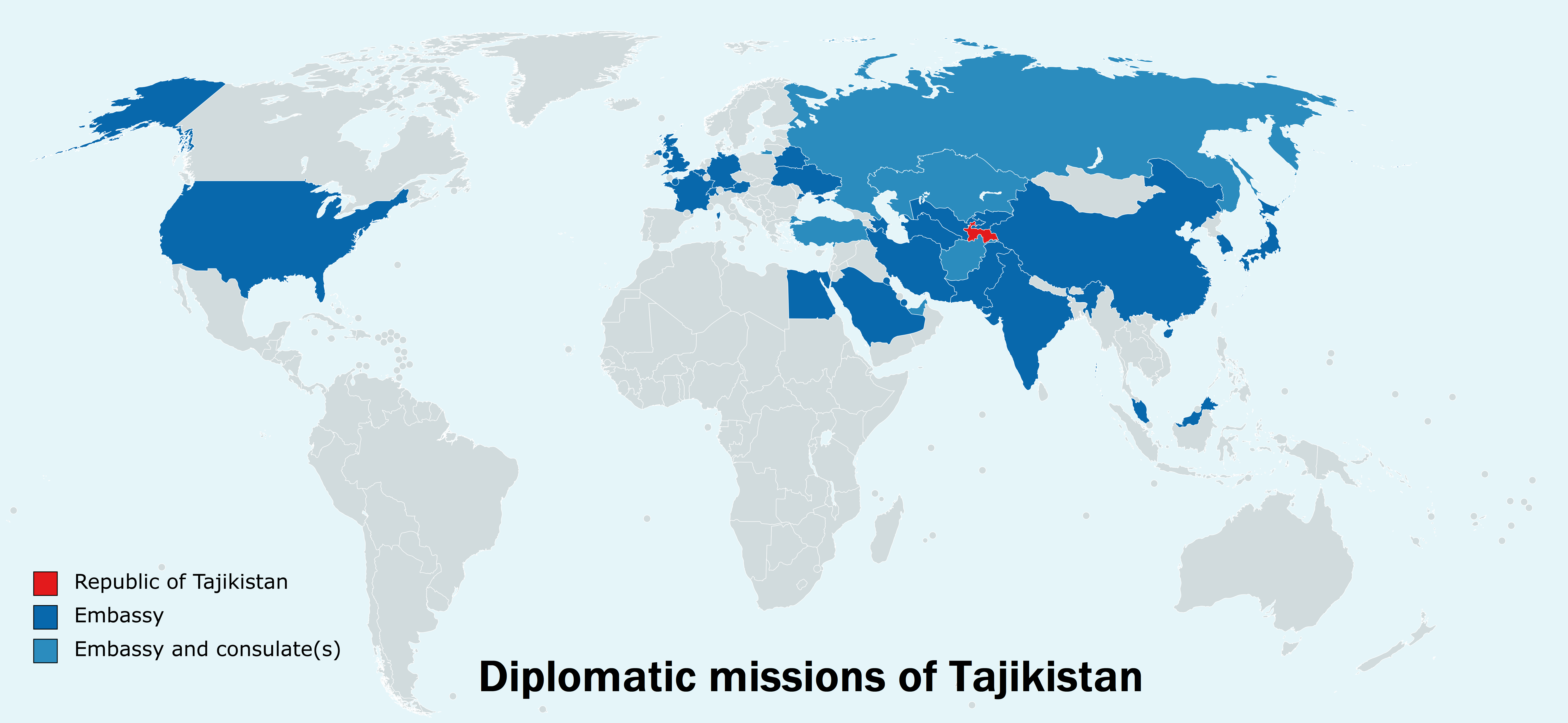
타지키스탄 주재 재외공관들

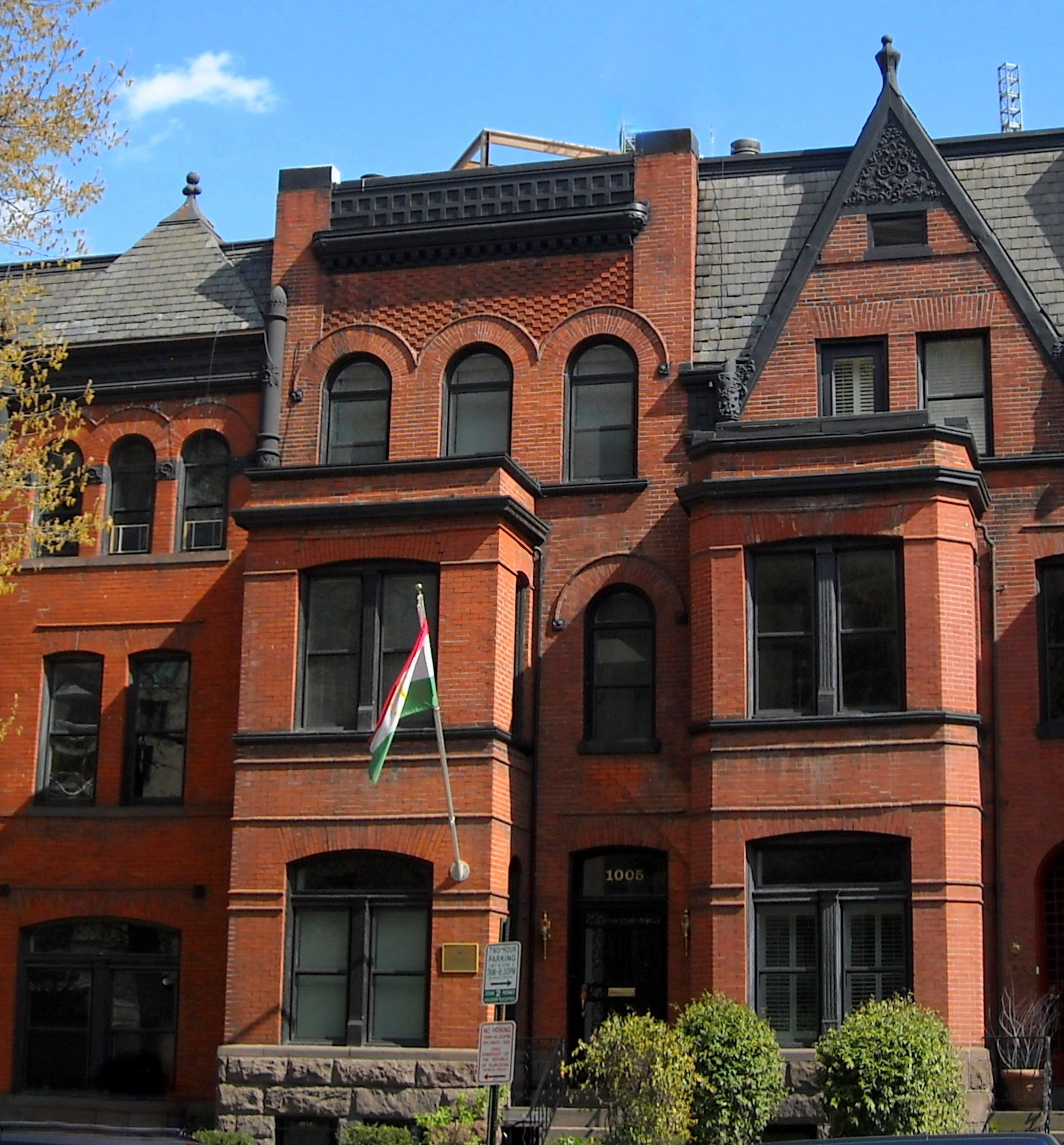
워싱턴 D.C. 주재 타지키스탄 대사관

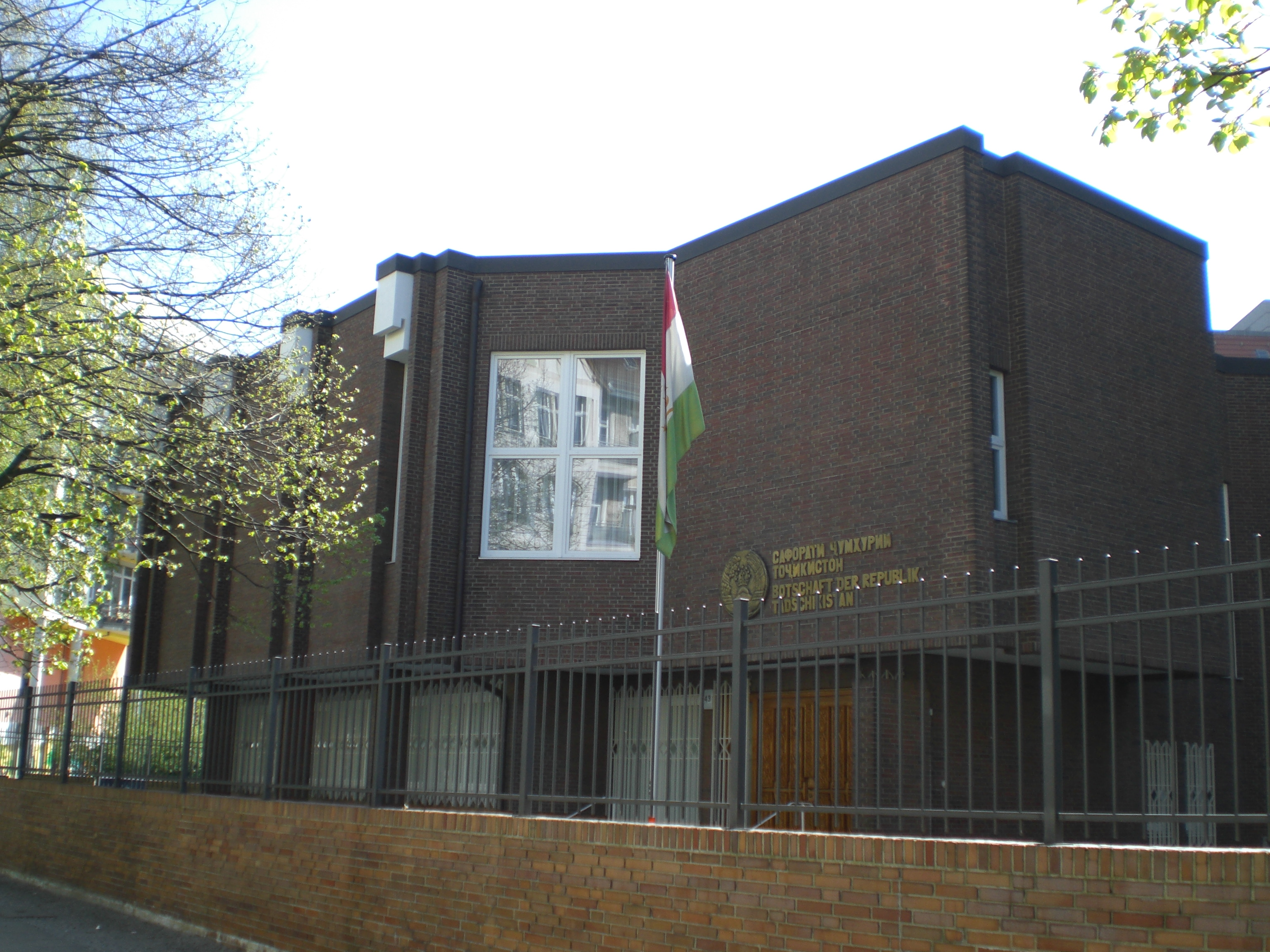
베를린 주재 타지키스탄 대사관

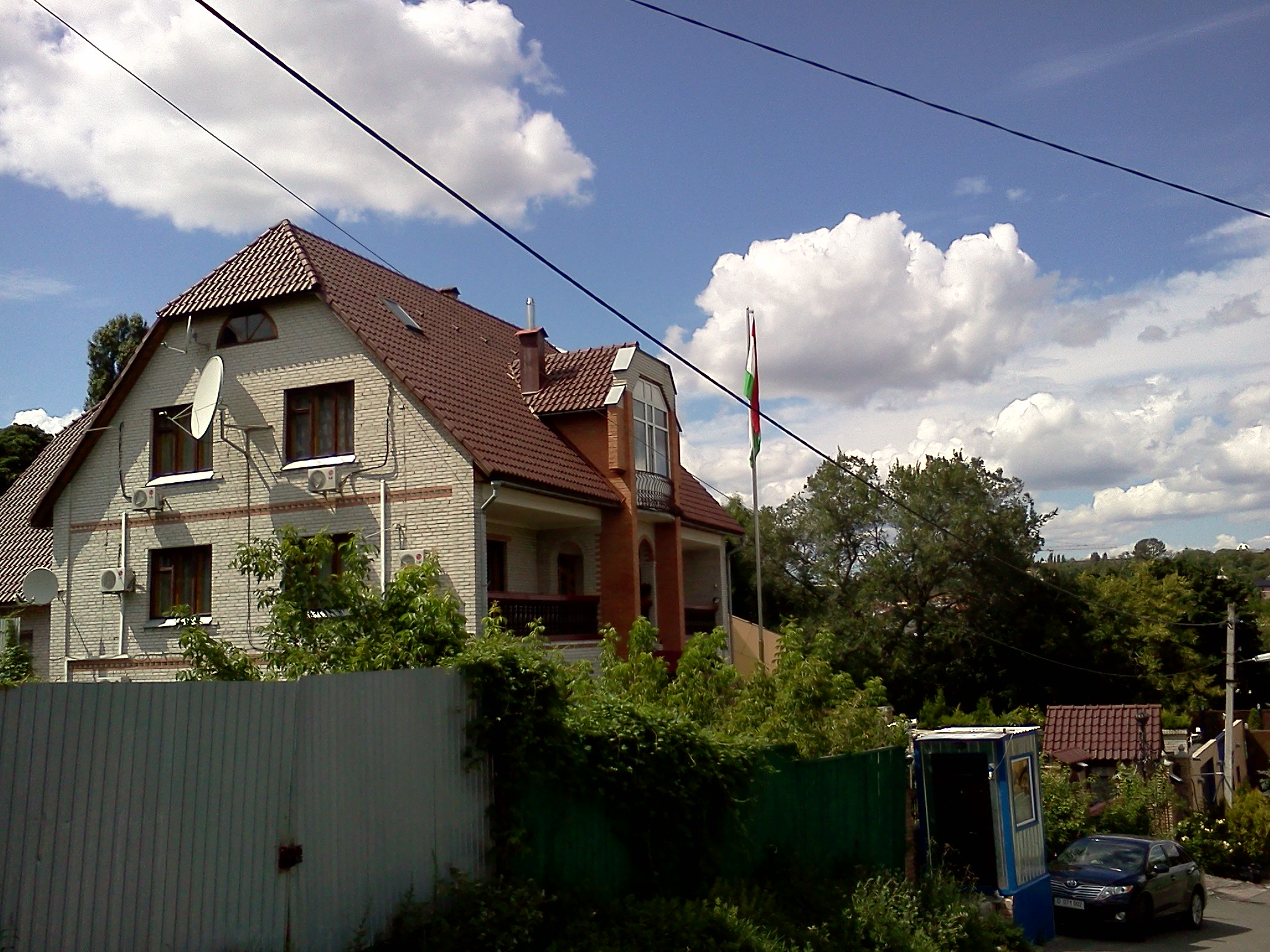
키예프 주재 타지키스탄 대사관

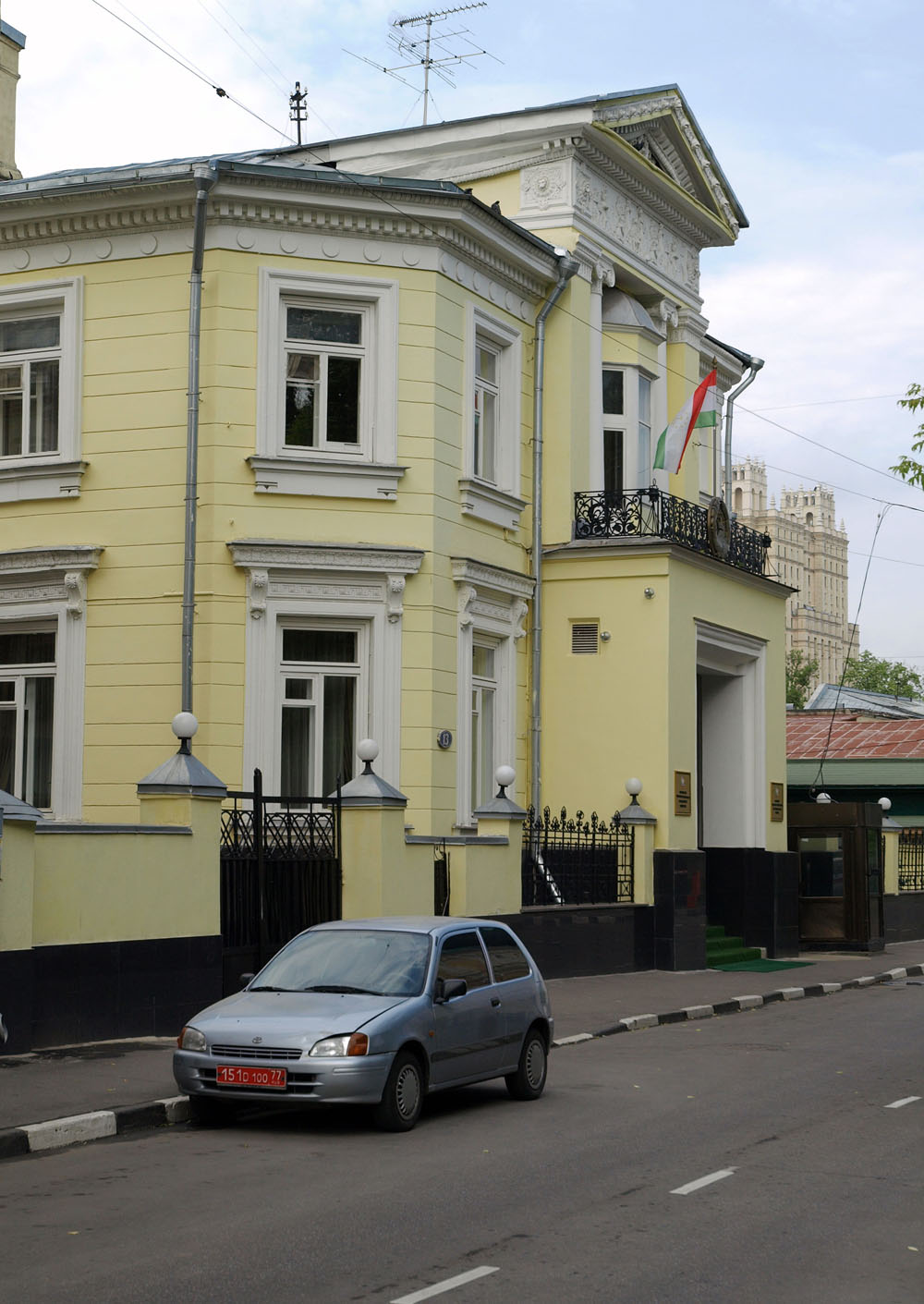
모스크바 주재 타지키스탄 대사관

타지키스탄의 재외공관 목록은 타지키스탄 주재 대사관을 각국에 상주시켜 놓는 것을 의미하며, 타지키스탄의 재외공관을 나열한 목록이다.

## 아메리카·아프리카
- 이집트 : 카이로 (대사관)
- 미국 : 워싱턴 D.C. (대사관)

## 아시아
- 아프가니스탄 : 카불 (대사관), 마자르이샤리프·파이자바드 (영사관)
- 아제르바이잔 : 바쿠 (대사관)
- 중국 : 베이징시 (대사관)
- 인도 : 뉴델리 (대사관)
- 이란 : 테헤란 (대사관)
- 대한민국 : 서울특별시 (대사관)
- 일본 : 도쿄도 (대사관)
- 카자흐스탄 : 아스타나 (대사관), 알마티 (영사관)
- 쿠웨이트 : 쿠웨이트시티 (대사관)
- 키르기스스탄 : 비슈케크 (대사관)
- 카타르 : 도하 (대사관)
- 사우디아라비아 : 리야드 (대사관)
- 튀르키예 : 앙카라 (대사관)
- 투르크메니스탄 : 아시가바트 (대사관)
- 아랍에미리트 : 아부다비 (대사관)
- 우즈베키스탄 : 타슈켄트 (대사관)

## 유럽
- 오스트리아 : 빈 (대사관)
- 벨라루스 : 민스크 (대사관)
- 벨기에 : 브뤼셀 (대사관)
- 프랑스 : 파리 (대사관)
- 독일 : 베를린 (대사관)
- 러시아 : 모스크바 (대사관), 예카테린부르크 (총영사관)
- 스위스 : 제네바 (대사관)
- 우크라이나 : 키예프 (대사관)
- 영국 : 런던 (대사관)

## 국제 기구
- 주 유엔 타지키스탄 대표부 : 뉴욕

## 같이 보기
- 타지키스탄 주재 외국공관 목록